# チェックポイント・チャーリー

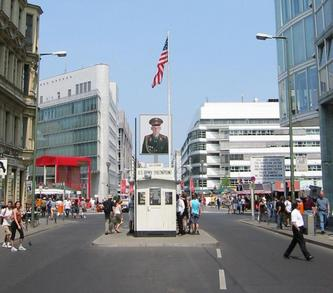
チェックポイント・チャーリー跡（2003年6月）。旧アメリカ地区より望む。復元された検問所の屋根には片面にソ連軍兵士の写真、反対側には米兵の写真が掲げられている。

チェックポイント・チャーリー (Checkpoint Charlie) は、第二次世界大戦後の冷戦期においてドイツ・ベルリンが東西に分断されていた時代に、同市内の東ベルリンと西ベルリンの境界線上に置かれていた国境検問所。
1961年から1990年まで存在し、ベルリンの壁と並ぶ東西分断の象徴として、また一部の東ドイツ市民にとっては自由への窓口として、冷戦のシンボルのように捉えられていた。ジョン・ル・カレなどのスパイ小説や映画にもたびたび登場している。

## 概要

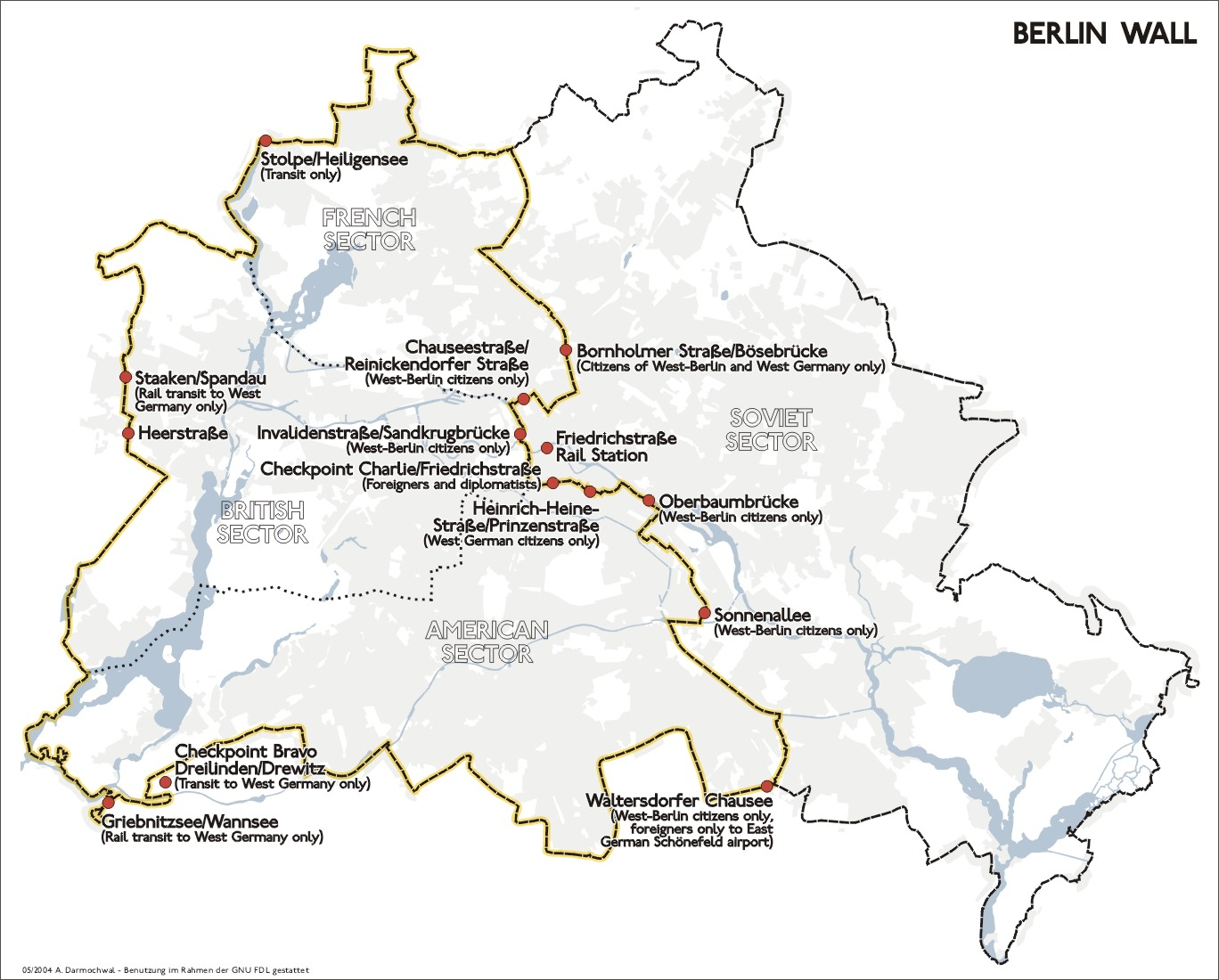
チェックポイント・チャーリーほか、ベルリン市内・近郊の検問所の位置を示した図。黄色い線はベルリンの壁。

ベルリン市内のほぼ中央部にあるフリードリヒシュタットの街区、フリードリヒ通りとツィマー通り (Zimmerstraße) の交差点に設置されていた。第二次大戦後のベルリンはアメリカ合衆国・イギリス・フランス・ソビエト連邦（ソ連）の4か国によって分割統治されており、チェックポイント・チャーリーはアメリカ統治地区とソ連統治地区との境界上にあったが、イギリス統治地区からも至近の場所に位置していた。
東西分断期のベルリンには数多くの検問所が設置されており、そのうちの一部が西ベルリン・西ドイツ市民が通行するためのものであった。チェックポイント・チャーリーは外国人および外交官、西側諸国軍の関係者が徒歩または自動車で通行するための検問所とされており、西側諸国軍関係者は他の検問所を通行することは認められていなかった。また、東西ベルリン間を移動する外国人が通行可能な検問所は、ここ以外では近隣のフリードリヒ通り駅のみであり、フリードリヒ通り駅はすべての国籍の人が手続きできたため、手続きを待つ人々で混雑することもあった。
検問所が運用されていた期間中、東側では壁や監視塔、ジグザグに張り巡らせたフェンス、さらに通行する車やその乗員をチェックするためのブースを設置するなど、設備の拡張が絶えずなされていた。しかしその一方、アメリカ側では恒久的な建造物は作られることはなく、木造の小屋が設置されたのみであった。この小屋は、1980年代になってさらに大きな金属製のものに置き換えられ、さらにベルリンの壁崩壊後に検問所自体が廃止され撤去されたが、東西ドイツ統一後は木造の小屋が再建され、ベルリンの観光名所のひとつになっている。

## 名称
「チェックポイント・チャーリー」という名称は西側諸国による呼称で、NATOフォネティックコードの「C」に当てられる Charlie から取られたものである。すなわち、「チャーリー」は特定の人名などに由来するものではなく、日本語でいうならば単に「検問所C」のような意味合いに過ぎない。同様の命名法で名付けられた検問所として、東西ドイツ間を結ぶアウトバーン上に設置されたチェックポイント・アルファ（Checkpoint Alpha; 西ドイツ・東ドイツ境界、ニーダーザクセン州ヘルムシュテット）、チェックポイント・ブラヴォー（Checkpoint Bravo; 東ドイツ・西ベルリン境界、西ベルリン南西ドライリンデン、東側からはポツダム県ドレヴィッツ）があった。
一方、西側に属さないソ連側では、この検問所を単に「フリードリヒ通り検問所」(КПП Фридрихштрассе) と称していた。また、東ドイツの政府は「フリードリヒ・ツィマー通り国境検問所」(Grenzübergangsstelle Friedrich-/Zimmerstraße) の出入国証印を使用していたが、南北に連なる同じフリードリヒ通り上にフリードリヒ通り駅も存在していたため、ツィマー通り (Zimmerstraße) とフリードリヒ通り駅 (Station Friedrichstraße) と分けて読んでいた。東ドイツ側が「国境検問所」としていたのに対し、西側占領軍が「チェックポイント」の名称を使っていたのは、東西ベルリン間の境界は“国境”ではないという認識によるものであった。

## 歴史

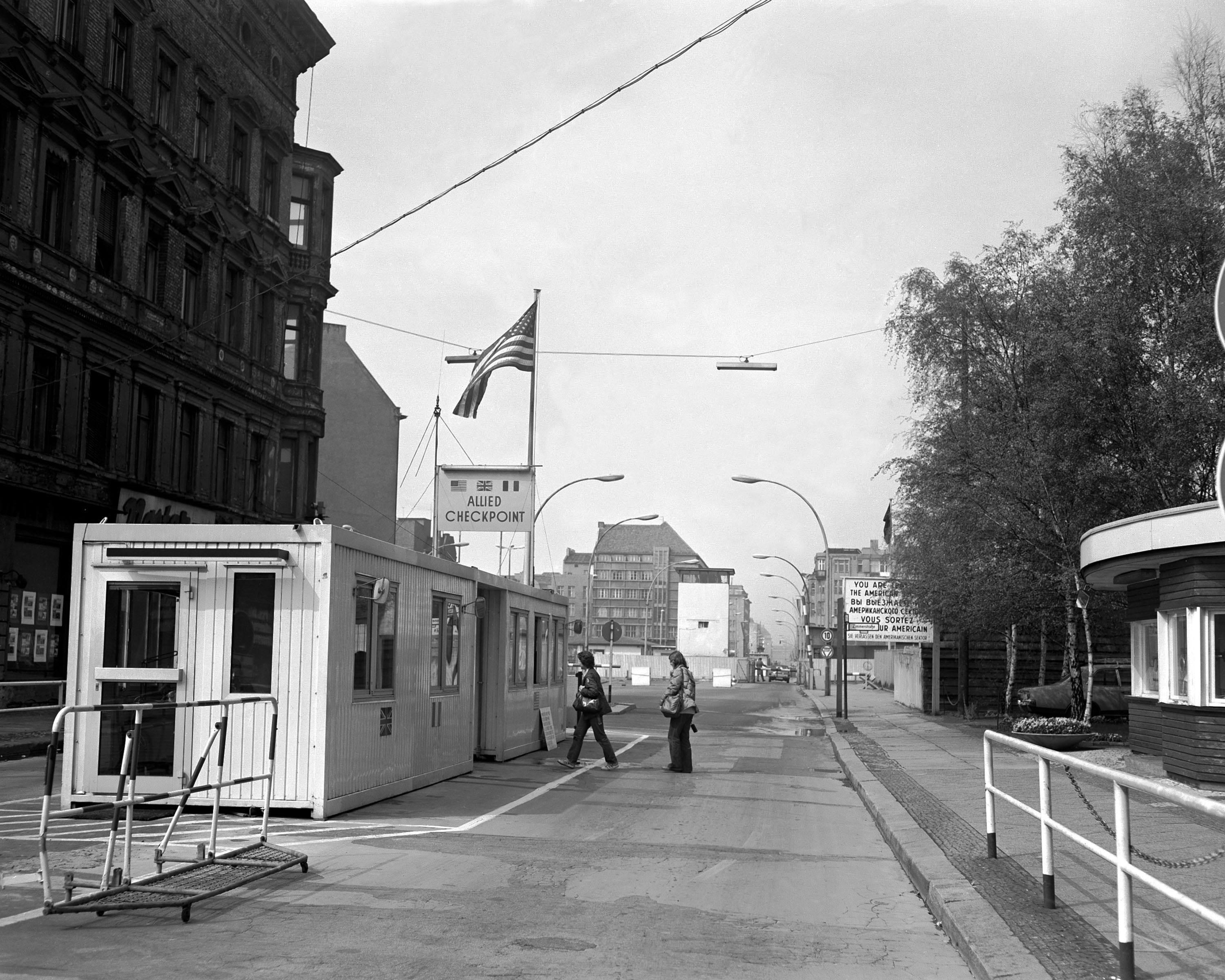
アメリカ地区から見たチェックポイント・チャーリー（1977年）

### 初期の脱出事例
1961年、西側への人口流出に危機感を抱いた東ドイツ政府によってベルリンの壁が建設された。しかし、それでも西側へ脱出する手段は数多く残されていた。チェックポイント・チャーリーは当初、ゲート1つで東西を隔てているだけであり、車で突入しゲートを破壊して強行突破したり、車高の低いオープンカーでゲートの下をくぐり抜けたりする東ドイツ市民が現れた。これに対し、当局はゲートの遮断棒を強化したり遮る位置の高さを下げたりして対応した。

### 1961年10月の外交事件

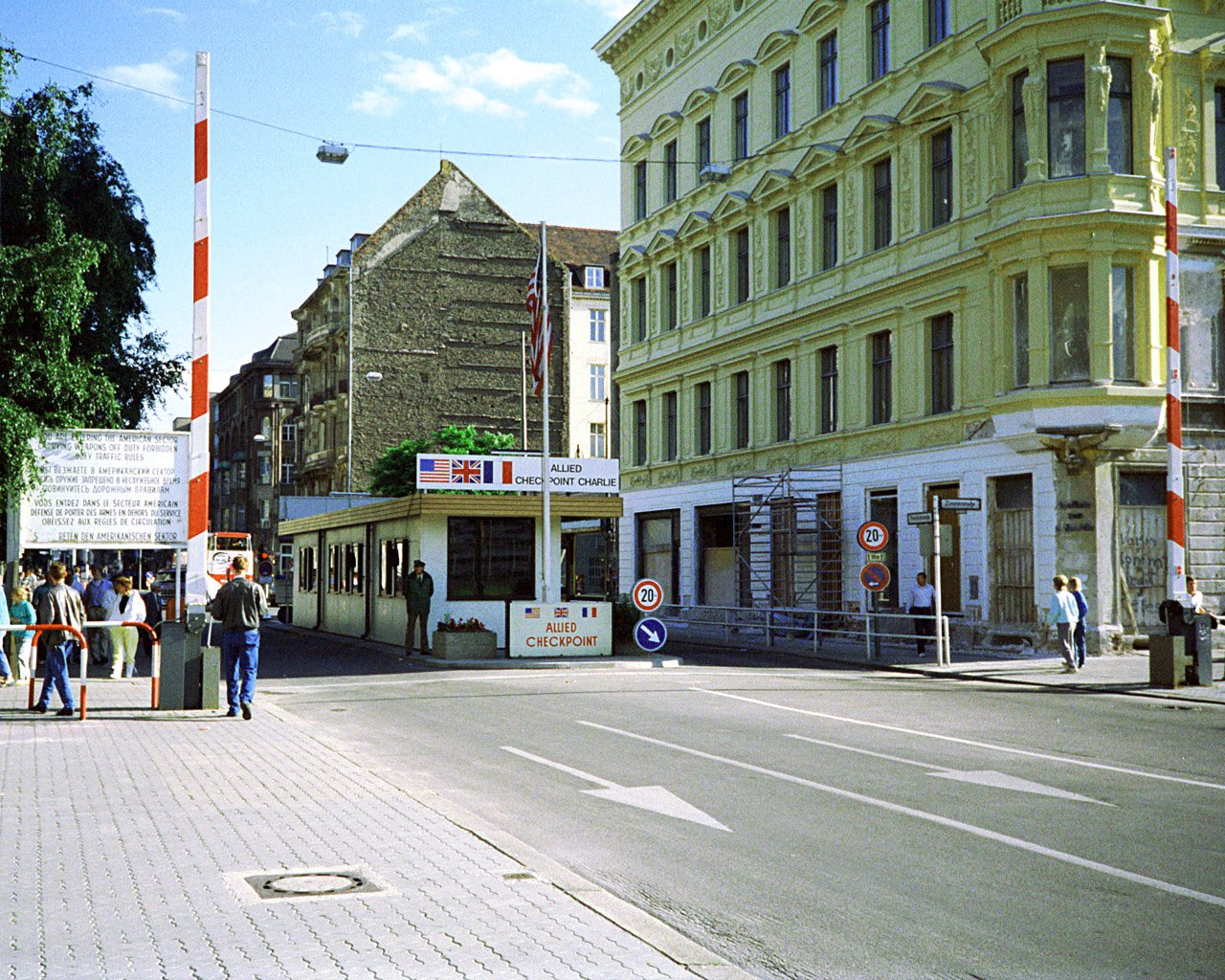
東側から見たチェックポイント・チャーリー（1986年6月）

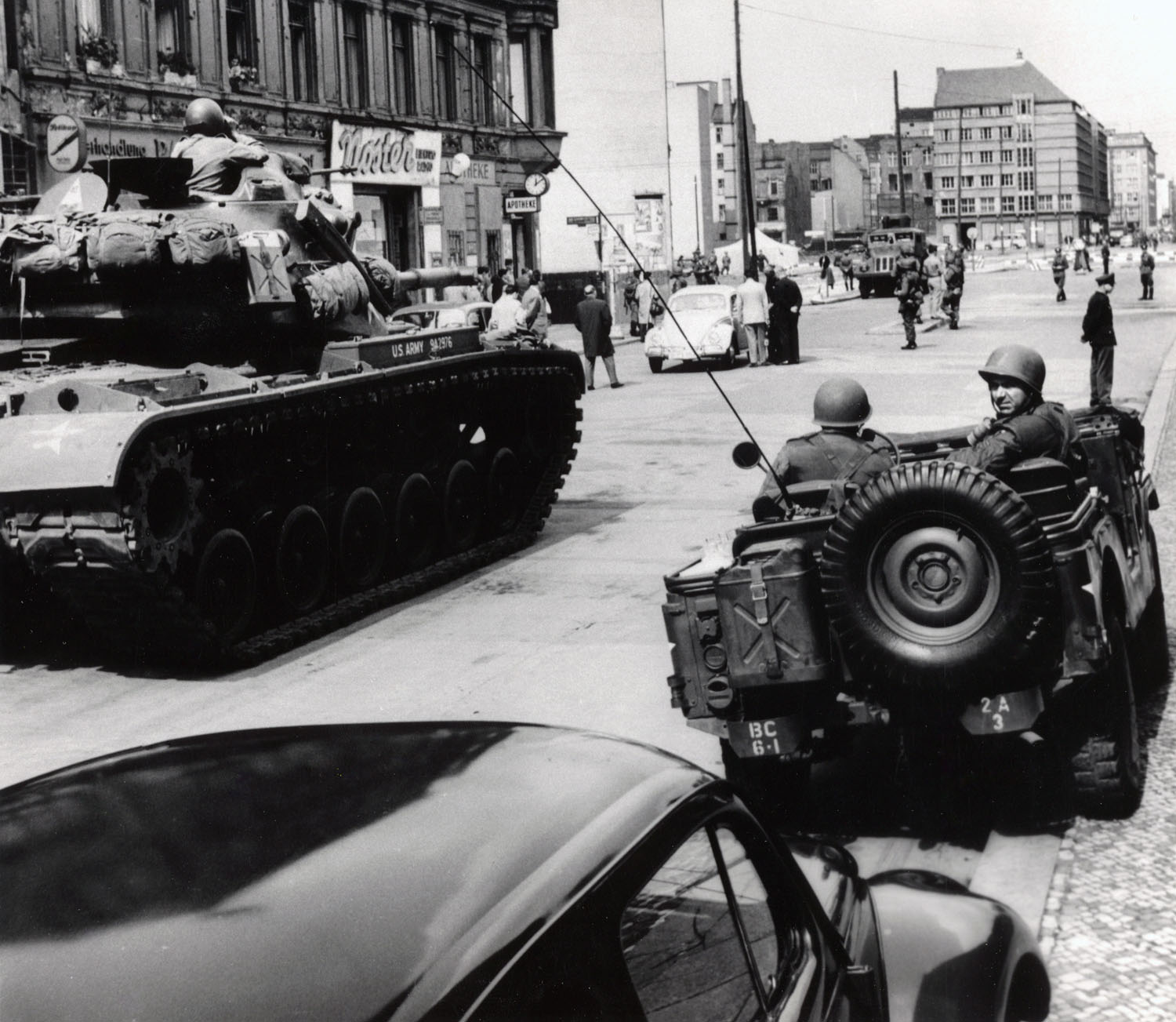
チェックポイント・チャーリーでソ連軍戦車と対峙するアメリカ軍戦車（1961年10月27日）

検問所の運用が開始されてから2か月後の1961年10月、チェックポイント・チャーリーで起こった米ソ両軍の対峙（ベルリン危機）は、後に「米ソの最初で最後の直接武力対決の舞台」と言われた。
米英仏ソの連合軍4か国は、1945年のポツダム会談において、「4か国の関係者は、ベルリンのどの地区においてもドイツの警官によるパスポートのチェックを受けずに移動できる」という合意をお互いに取り交わしており、東ベルリン当局にもソ連国防相ロディオン・マリノフスキーから直々に「ソ連の許可なしに境界線において何も変更してはならない」と通達が出されていた。しかし、1961年10月、東ベルリン当局はこの合意を無視し、東側警備隊から西側の文官に対し身分証明書の提示を求めるようになった。これは、10月17日のソ連共産党第22回大会でニキータ・フルシチョフ首相が、ヴァルター・ウルブリヒト東独第一書記に事前に相談なく、年末までに東ドイツとの平和条約を結ぶとの主張を取り下げたことに対する抗議であった。ウルブリヒトは同年8月の壁の建設によって西ベルリンを孤立させ、住民の士気を阻喪することを後押しし、東ベルリンの支配を強化し8月の壁建設の勝利を確実なものにするためには、何としても平和条約が必要と考えていた。これがフルシチョフに容れられなかったため、独断で実力行使に踏み切ったものであった。
10月22日、西ベルリン駐在の米公使エドウィン・アラン・ライトナーと妻のドロシーが東ベルリンでチェコスロバキアの実験的劇団の公演を見るためにチェックポイント・チャーリーを通過した際、東ドイツ警備隊は規則に従い身分証明書の提示を要求したが、ライトナーはこれを拒否した。この時ライトナー夫妻が乗っていた車は、公用車の黒のシボレーではなく、妻名義の私用車フォルクスワーゲン・ビートルであった。私用車を公使自身が運転していたことが警備隊に不審に思われたことで、ベルリン駐在の米国外交官で当時広報官であったヘムシングは後に「黒のシボレーに乗って行けば、このようなことにはならなかっただろう」と語っている。ライトナーは「ソ連の代表を呼べ」と警備隊と押し問答の末、妻を降ろしてから、「我々の往来する権利を証明する」ために強行手段で車を動かして検問所の東側に入れた。この時、検問所の東側地域へ60 - 90メートルは入っていたとヘムシングは語っている。
そこへ武装した米兵と4両の戦車が現れて、戦車は後方のままで米兵が援護しながら、ライトナーは警備兵と対峙した:268-276。やがてソ連軍政治顧問代理のラザレフ大佐が到着し、東ドイツ側の振る舞いを陳謝したが、一方で武装米兵のソ連管理地域への侵入については憤然と抗議した。深夜になる頃には双方とも冷静を取り戻し、ライトナーの車は引き返した。この22日の事件はすぐに新聞などで話題になり、報告を受けたジョン・F・ケネディ大統領は「ライトナーをあそこに駐在させているのは、東ベルリンへ観劇に行くためではない」と苛立った。しかもこの行動にはケネディが壁建設後に現地対応のため派遣したルシアス・D・クレイ陸軍大将の意図が働いていたことに国務長官のディーン・ラスクは苦り切っていた。しかし、ラスクはクレイにアメリカ側の武装および非武装での護衛付きで境界線での探り行動をすることを許可した。
10月25日、民間人の服装の米軍憲兵隊士官2人が公用車のナンバープレートを付けた車で検問所に現れた。警備隊が旗を振って合図して停車させると車は引き返したが、今度は護衛を伴って現れて検問所を訪れた。再び引き返すと今度は米軍の戦車が登場し、米国側は再三にわたって自国の外交権を示威した。翌26日以降も示威行動を繰り返し:277、27日も文民公務員の車を兵士が護衛して東ベルリンに入り込んだ。この時、念のために戦車を歩兵部隊とともに近隣のテンペルホーフ基地へ事前に送っていたが、東ベルリン側の態度は特段挑発的なものではなかったため、安心した米軍は午後4時45分に引き返し、後方で待機していた戦車も帰還した。
ところがこの直後、ソ連のT-54（国籍マークが外されていたため、当初米軍は東ドイツの戦車かもしれないと思っていた）が33台、ブランデンブルク門へ出動した。これらの戦車のうち10台がフリードリヒ通りを進み、チェックポイント・チャーリーの米ソ境界線まで50 - 100メートルのところで停止した。米軍は慌てて撤収した戦車を反転させ、境界線までソ連軍戦車とほぼ同じ距離の位置まで進めた。午後6時頃にチェックポイント・チャーリーを挟んで両軍の戦車は対峙した。この状況を現場で取材中の西側記者が目撃して、『ワシントン・ポスト』紙の記者は「世界最大の強国である二つの大国の軍隊が、史上初めて直接の敵対的対決で向かい合った」と書いた。
その後、両軍は互いに同数の戦車を増援させ、最終的には互いに20両の戦車を現場に動員した。米軍はM48パットン戦車が4両、さらに400メートル後方に4両を待機させ、この他に5両の兵員輸送車と5台のジープを出動させていた。ベルリン駐在の米軍は全将兵6,500人が警戒態勢に入った。英仏両国も即座に応援態勢をとり、仏軍は3,000人の兵士全員を兵舎に待機させ、英軍はブランデンブルク門近く550メートルほどの地点に対戦車砲を配備し、武装パトロール隊を有刺鉄線によるバリケードの間際まで進出させた。
クレイは、もし東側がこの行動に対してフリードリヒ通りを全面的遮断で対抗してきた場合はベルリンの壁の一部を破壊する実力行使に出る旨を国務省宛てに送っており、NATO軍最高司令官のノースタッドとベルリン駐在米軍司令官のワトソンも承認していた。しかしラスクは撤退命令を出した。ラスクは今回の行動について「ベルリンに入る権利は強硬手段に訴えるほどの決定的権益ではない。壁の構築を容認したのも同じ理由からである。我々はこの事実をお互い率直に受け入れなければならない」としてこれ以上の行動を認めなかった。
しかしこの時期のケネディは、ベルリン問題で同盟国間でもシャルル・ド・ゴール仏大統領ともコンラート・アデナウアー西独首相とも意見の相違があって調整に苦しんでいた時期であり、チェックポイント・チャーリーのような小さな検問所でのトラブルでリスクを冒す余裕はなかった。
一方フルシチョフはまだソ連共産党大会の期間で、壁の建設でのケネディのシグナルから米国がこれ以上の行動に出ることはないと確信していた。コーネフ元帥の報告を聞いて、「戦争なんて起こるわけはない」と語った。
ケネディとフルシチョフはベルリンの米軍部隊本部と東側の検問所（ソ連軍司令官アナトリー・グリブコフ将軍への直通回線）を経由して秘密裏に連絡を取り、緊張状態を緩和させることで合意した。ケネディは、ソ連側が先に戦車を引くという条件と引き換えに、以後ベルリン市内におけるソ連側の行動について大目に見ようと提案した。ソ連側はこれを外交上の勝利と受け止め、ケネディの申し出を承諾した。
10月28日、10時30分にソ連軍戦車がチェックポイント・チャーリーから引き揚げ始めた。30分後に米軍戦車も撤退を開始し、およそ18時間ぶりに両軍の対峙は解かれた。撤退と同時にラスクはベルリンに電報を送り、これまでの武装護衛あるいは兵士の警護による境界線通過の試みの中止、文民公務員の当分の間の東側への通行を禁止、軍人が通過する場合は全員が公用車で制服着用の義務付けを厳格に守るように指示した。そして「当該地点においてこれ以上の行動はしない」よう念を押した。事態をエスカレートさせたクレイは、翌1962年5月に本国に召還された。またフルシチョフも米・東独間の平和条約締結案を正式に取り下げたうえで、ウルブリヒトに対しては「特にベルリンにおいて、状況を悪化させるような行動は避けよ」と改めて釘を刺した。

### ペーター・フェヒター事件
1962年8月17日、東ドイツ人のペーター・フェヒターという18歳の青年が、チェックポイント・チャーリー近くの壁をよじ登って西側へ脱走しようとしたところ、これを発見した東ドイツの警備兵に銃撃された。背中に弾を受けて壁から落ちたフェヒターは、有刺鉄線のフェンスに絡まるように倒れこみ、西側のジャーナリストを含む数百人が見守る中、そのまま失血死した。彼の身体は境界線から数メートル東側にあったため、アメリカ軍の兵士は救助することができず、また東ドイツ警備兵も西側の兵士を刺激することを恐れて、フェヒターに近寄ることを躊躇した。結局、フェヒターの遺体は1時間以上経ってから東ドイツ兵によって回収された。
これを受けて、フェヒターを銃撃した東側と見殺しにした西側に対する抗議行動が検問所のアメリカ側で起こった。さらに数日後、イギリス地区ティーアガルテンにあるソ連の戦死者墓地へ向かうソ連のバスに向かって群衆が投石する事件が起こり、ソ連軍は装甲兵員輸送車でバスを護衛せざるを得なかった。この後、ソ連軍はティーアガルテンに最も近いザントクルーク橋検問所のみの通行しか認められなくなり、イギリス地区への装甲兵員輸送車の乗り入れも禁止された。
この禁令を徹底するため、西側の部隊は9月初めのある日真夜中、武器弾薬や軍用車両を展開した。もっとも、これらの弾薬は結局使用されることはなかった。その後、1973年に東ドイツの国境警備兵が自動小銃を発砲し、チェックポイント・チャーリーに弾痕を残すということがあったが、アメリカ兵に死傷者は出なかった。

### 検問所廃止以降

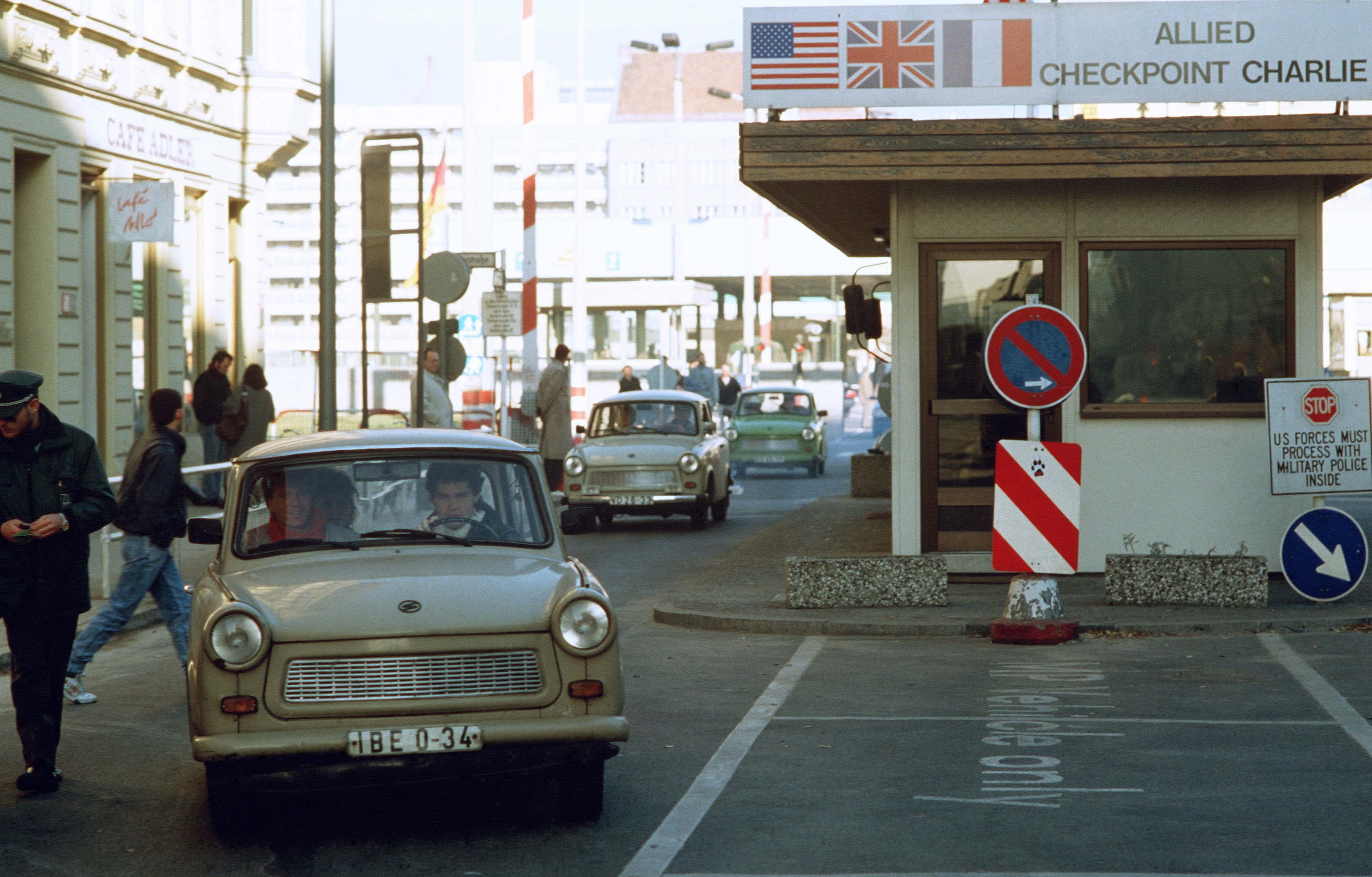
西ドイツへの往来制限が大幅に緩和されたのを受け、チェックポイント・チャーリーを東ドイツの大衆車トラバントに乗って通過する東ドイツ市民（1989年）

1989年11月にベルリンの壁が崩壊し、市内の国境検問は事実上廃止された。その後もしばらくの間、チェックポイント・チャーリーは公式には外国人・外交官用の検問所という役割を担ったままであったが、1990年10月1日のドイツ再統一に先立つ6月22日に検問小屋が撤去された。この小屋は、市内ツェーレンドルフ地区にある連合国博物館 (Allied Museum) に展示されている。
2000年、周辺一帯の再開発によって旧東ドイツの監視塔が取り壊された。チェックポイント・チャーリーの建造物としては、この監視塔が最後まで残っていたものであったが、新たに建設されるオフィスビルや商業施設に場所を譲る格好になった。当初ベルリン市はこの監視塔を保存する意向であったものの、歴史的建造物としての認定を得ることができず断念している。取り壊しに際しては、世間の注目を極力集めないよう、作業は秘密裏に実施された。
2004年10月31日から2005年7月5日までの期間、実際の壁の一部を使い新たに白く塗り直した壁、また冷戦時代に壁を越えようとして命を落とした1,067人の犠牲者を追悼する十字架が敷地に立てられた。
2007年10月には、ドイツのテレビ局ARDが2部構成の映画『Die Frau vom Checkpoint Charlie』（チェックポイント・チャーリーの女性）を放送した。この作品は、2人の娘と西側・東側で生き別れになった女性が、1980年代に東ドイツに対する抗議活動をチェックポイント・チャーリーの前で行って一躍有名になるとともに、東西ドイツの間で政治問題に発展した実際の出来事を下敷きにしたものである。

## 今日のチェックポイント・チャーリー

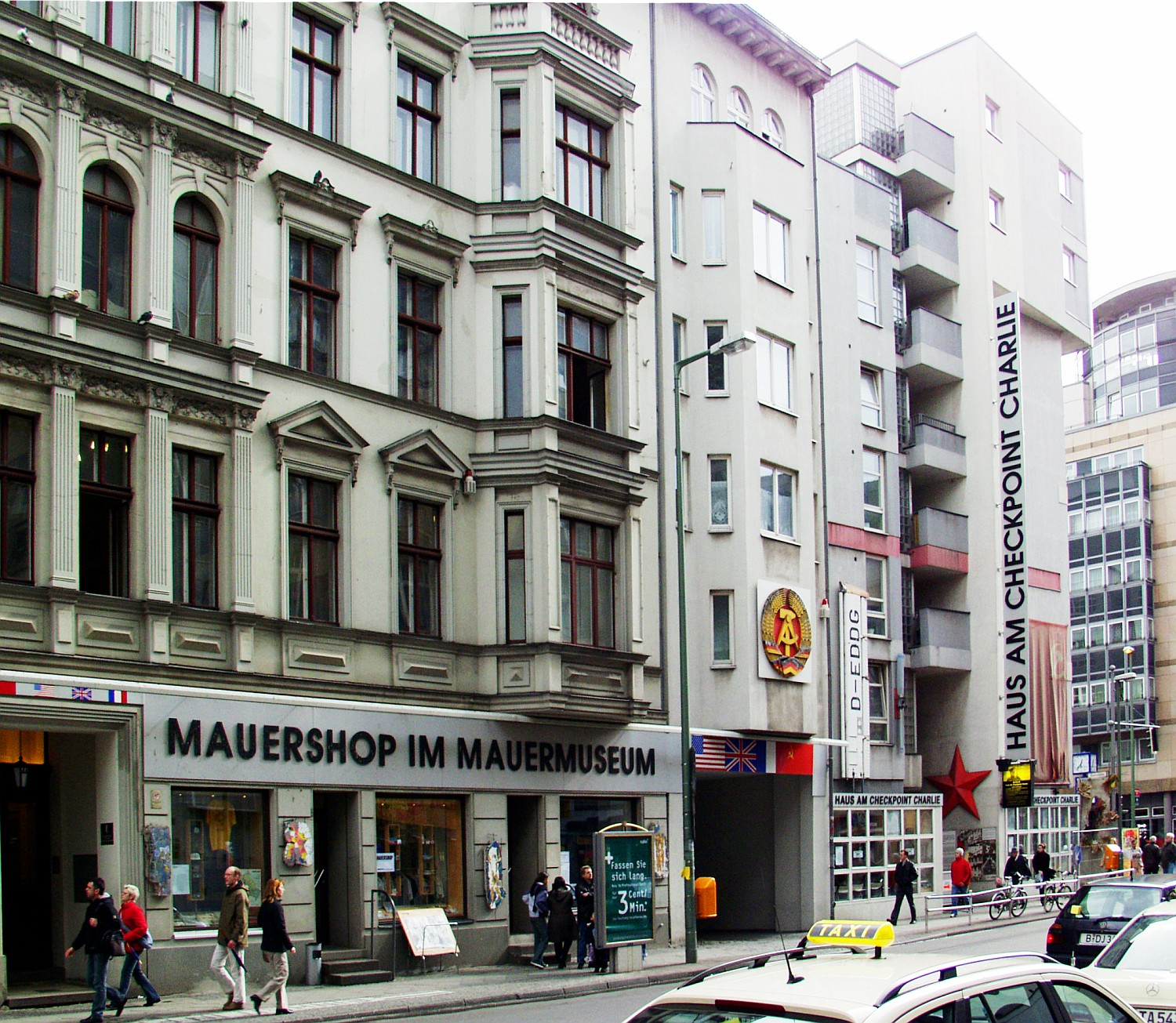
チェックポイント・チャーリー博物館

チェックポイント・チャーリーの跡地、およびその周辺は、ベルリンの観光名所のひとつに数えられている。
かつて壁が建っていたところでは、その線に沿って道路に煉瓦で印がされている。検問所の跡地には2000年に復元された小屋と標識が建ち、小屋の外側にはアメリカ兵とソ連兵の写真が表裏で大きく掲げられている。アメリカ兵の写真は旧ソ連地区側を、ソ連兵の写真は旧アメリカ地区側を向いている。この2人は、1990年代初頭に実際にベルリンに駐留していた兵士たちであり、ソ連兵のほうは身元が不明であるが、アメリカ兵に関しては氏名や所属などが判明している。
検問所跡地のすぐ脇には、1963年に開館した民間の博物館、チェックポイント・チャーリー博物館がある。自動車・飛行船・潜水艦・トンネルなどを使って壁を越え西側に逃亡しようとした人々の紹介のほか、ドイツ分断の歴史やベルリンの壁についての資料を数多く展示しており、ベルリン市内にある博物館の中でも有数の来場者を集めている。
2006年夏からは、旧境界線上の一帯において無料の屋外展示が開始された。フリードリヒ通り・ツィマー通り・シュッツェン通り (Schützenstraße) の3本の通りに沿って、3つの異なるテーマのもとに当時の資料が公開されている。まずフリードリヒ通り沿いの西側の壁面では、壁を越えて西側へ逃亡するのに成功した人々、また当初は小さかった検問所が9つの手続き窓口を備えるまでに拡張されるに至った様子が紹介されている。東側の壁面では、冷戦の象徴としてのチェックポイント・チャーリーをテーマに、1961年に米ソの戦車が境界線を挟んで向かい合った時の写真などが展示されている。さらにツィマー通りの展示区域では、壁の犠牲になった人々を追悼する場所や、実際の壁の遺構などが設置されている。